# Álcool 4-etoxibenzílico
Álcool 4-etoxibenzílico é o composto orgânico com a fórmula C9H12O2,fórmula linear C2H5OC6H4CH2OH e massa molecular 152,19. É classificado com o número CAS 6214-44-4, número EC 228-283-8, número MDL MFCD00004655, PubChem Substance ID 24851438 e CBNumber CB0392578. Apresenta ponto de ebulição de 273 °C, ponto de fusão 32-34 °C e ponto de fulgor >110 °C (230 °F).